# Římskokatolická farnost Košetice
Římskokatolická farnost Košetice je územním společenstvím římských katolíků v rámci pelhřimovského vikariátu českobudějovické diecéze.

## O farnosti

### Historie
Zdejší kostel a farnost jsou poprvé doloženy v roce 1352. V roce 1670 zde byla zřízena lokální duchovní správa. Z té byla v roce 1762 vytvořena opětovně samostatná farnost. Ta patřila do roku 1993 do královéhradecké diecéze. V uvedeném roce byla (v souvislosti s úpravou hranic diecézí po vzniku plzeňské diecéze) převedena do českobudějovické diecéze.
V rámci reformy církevní správy v české církevní provincii byla k 1. lednu 2020 k farnosti připojená Římskokatolická farnost Onšov, zrušená 31. prosince 2019.

### Současnost
Farnost je spravována ex currendo z Červené Řečice.
| Fotografie | Kostel                   | Místo              | Bohoslužba             | Bohoslužba             | Poznámka                           |
| ---------- | ------------------------ | ------------------ | ---------------------- | ---------------------- | ---------------------------------- |
|            | Kaple                    | Babice             | neslouží se pravidelně | neslouží se pravidelně | kaple                              |
|            | Kostel sv. Šimona a Judy | Buřenice           | neslouží se pravidelně | neslouží se pravidelně | filiální kostel                    |
|            | Kaple                    | Dunice             | neslouží se pravidelně | neslouží se pravidelně | obecní kaple                       |
|            | Kaple                    | Chlovy             | neslouží se pravidelně | neslouží se pravidelně | kaple                              |
|            | Kaple                    | Jiřičky            | neslouží se pravidelně | neslouží se pravidelně | kaple                              |
|            | Kostel sv. Jana Křtitele | Košetice           | neděle                 | 8.30                   | farní kostel                       |
|            | Kaple svaté Anny         | Košetice           | neslouží se pravidelně | neslouží se pravidelně | kaple                              |
|            | Kaple Bolestí Kristových | Košetice           | neslouží se pravidelně | neslouží se pravidelně | kaple                              |
|            | Kaple                    | Martinice u Onšova | neslouží se pravidelně | neslouží se pravidelně | obecní kaple                       |
|            | Kostel svatého Martina   | Onšov              | neděle čtvrtek         | 11.00 16.00            | bývalý farní, dnes filiální kostel |
|            | Kaple                    | Studený            | neslouží se pravidelně | neslouží se pravidelně | obecní kaple                       |
|            | Kaple                    | Těškovice          | neslouží se pravidelně | neslouží se pravidelně | kaple                              |